# Seznam politických stran v Polsku
Tento článek obsahuje seznam současných politických stran v Polsku. Od roku 1989 má Polsko multipartismus s mnoha konkurenčními politickými stranami. Jednotlivým stranám se obvykle nepodaří získat moc a spolupracují s ostatními stranami na vytvoření koaliční vlády.

## Strany s aktuálním politickým zastoupením
|                                                                          | Politická strana | Politická strana                                                             | Politická strana                                     | Zastoupení | Zastoupení | Zastoupení | Poznámky                                                                                   |
| Název                                                                    | Zkratka          | Webové stránky                                                               | Předseda                                             | Sejm       | Senát      | EP         | Poznámky                                                                                   |
| Právo a spravedlnost (Prawo i Sprawiedliwość)                            | PiS              | www.pis.org.pl                                                               | Jarosław Kaczyński                                   | 200 (199)  | 44         | 23         | Pravicová politika (národní konzervatismus)                                                |
| Občanská platforma (Platforma Obywatelska)                               | PO               | www.platforma.org                                                            | Donald Tusk                                          | 111        | 40         | 14         | Pravicová politika (liberální konzervatismus)                                              |
| Nová Levice (Nowa Lewica)                                                | NL               | www.lewica2019.pl Archivováno 4. 2. 2020 na Wayback Machine.                 | Włodzimierz Czarzasty                                | 43         | 1          | 7 (8)      | Středo-levice (sociální liberalismus, sociální demokracie, sekularismus, zelená politika)  |
| Polská lidová strana (Polskie Stronnictwo Ludowe)                        | PSL              | www.psl.pl                                                                   | Władysław Kosiniak-Kamysz                            | 28         | 2          | 4          | Pravicová politika (agrarianismus, křesťanská demokracie)                                  |
| Dohoda Jarosława Gowina (Porozumienie Jarosława Gowina)                  | PJG              | www.pjg.org.pl                                                               | Jarosław Gowin                                       | 18         | 2          | 1          | Pravicová politika (liberální konzervatismus, křesťanská demokracie)                       |
| Solidární Polsko (Solidarna Polska)                                      | SP               | www.klubsp.pl                                                                | Zbigniew Ziobro                                      | 17         | 2          | 2          | Pravicová politika (národní konzervatismus, euroskepticismus)                              |
| Konfederace Svoboda a Nezávislost (Konfederacja Wolność i Niepodległość) | Konfederacja     | www.konfederacja.eu Archivováno 17. 8. 2019 na Wayback Machine.              | Janusz Korwin-Mikke, Robert Winnicki, Grzegorz Braun | 11         | 0          | 0          | Pravicová politika (národní konzervatismus, tvrdý euroskepticismus, paleolibertarianismus) |
| Moderní (Nowoczesna)                                                     | .N               | www.nowoczesna.org                                                           | Adam Szłapka                                         | 8          | 1          | 0          | Středo-pravice (liberální konzervatismus, křesťanská demokracie)                           |
| Levice Společně (Lewica Razem)                                           | Razem            | www.partiarazem.pl                                                           | neexistence                                          | 6          | 0          | 0          | Levice (sociální demokracie, demokratický socialismus)                                     |
| Národní Hnutí (Ruch Narodowy)                                            | RN               | www.ruchnarodowy.net                                                         | Robert Winnicki                                      | 5          | 0          | 0          | Pravicová politika (nacionalismus, národní konzervatismus, tvrdý euroskepticismus)         |
| Iniciativa Polská (Inicjatywa Polska)                                    | iPL              | www.ipl.org.pl                                                               | Barbara Nowacka                                      | 4          | 0          | 0          | Středo-pravice (liberalismus)                                                              |
| Strana zelených (Partia Zieloni)                                         | Zieloni          | www.partiazieloni.pl                                                         | Wojciech Kubalewski, Małgorzata Tracz                | 3          | 0          | 0          | Politický střed (zelená politika, pacifismus)                                              |
| Unie Evropských Demokratů (Unia Europejskich Demokratów)                 | UED              | www.uniaeuropejskichdemokratow.pl Archivováno 1. 6. 2019 na Wayback Machine. | Elżbieta Bińczycka                                   | 1          | 1          | 0          | Středo-pravice (liberalismus)                                                              |
| Regionální. Menšina s většinou (Regionalna. Mniejszość z Większością)    | RMW              | www.mniejszoscniemiecka.eu                                                   | Ryszard Galla                                        | 1          | 0          | 0          | Středo-pravice (regionalismus, křesťanská demokracie)                                      |
| Polská Socialistická Strana(Polska Partia Socjalistyczna)                | PPS              | www.naszpps.ppspl.eu Archivováno 27. 12. 2018 na Wayback Machine.            | Wojciech Konieczny                                   | 0          | 1          | 0          | Levice (demokratický socialismus)                                                          |